# الكويت في الألعاب البارالمبية الصيفية 2020
تشارك الكويت في الألعاب البارالمبية الصيفية 2020 في طوكيو باليابان، خلال الفترة الممتدة من 24 أغسطس إلى 5 سبتمبر.

## جدول الميداليات
| الميدالية | الاسم            | الرياضة | المنافسة | التاريخ  |
| --------- | ---------------- | ------- | -------- | -------- |
| فضية      | أحمد نقا المطيري |         |          | 30 أغسطس |
| برونزية   | فيصل سرور        |         |          | 4 سبتمبر |